# Hurley (Berkshire)
Pour les articles homonymes, voir Hurley.
Hurley est une paroisse civile et un village du Berkshire, en Angleterre, sur la rive droite de la Tamise.